# Гораван
Горава́н (арм. Գոռավան) — село в Армении, в области Арарат. Расположено на левом берегу реки Веди в 35 км к юго-востоку от Еревана. Ближайший город — Веди. Близ села находится Гораванская пустыня. По данным на 2009 год в Гораване проживало 2647 человек.

## Население
По данным «Сборника сведений о Кавказе» за 1880 год в селе Горован Эриванского уезда по сведениям 1873 года было 36 дворов и проживало 244 азербайджанца (указаны как «татары»), которые были шиитами.